# ペドフィリア
ペドフィリア（英: pedophilia）とは、成人もしくは思春期後期による相当的もしくは排他的な思春期前の児童に対して性的に惹かれるセクシュアリティのこと。一部の診断条件に当てはまった場合は性的倒錯のひとつとみなされることがある。一般的に、女子は10歳～11歳頃より、男子は11歳～12歳頃より思春期が始まるが、小児性愛症の精神医学的診断基準では 、思春期前の基準を13歳まで広げている。略して俗にペドと呼称される。類義語には小児性愛（しょうにせいあい）、小児愛（しょうにあい）、児童性愛（じどうせいあい）などがある。思春期の子どもへの性的嗜好はエフェボフィリア（英: ephebophilia）という。
児童性虐待（チャイルド・モレステーション）を指して用いられる場合があるが、誤用である。

## 概念

### 言葉と概念の由来
ペドフィリア（pedophilia）は、ギリシア語で「子ども」を意味する「παῖς, παιδός (paîs, paidós)」と、「友好的な愛」もしくは「友情」を意味する「φιλία (philía)」を組み合わせた言葉である。
ペドフィリアは歴史上、古くから存在していたと考えられるが、概念の命名、定義、研究は19世紀に始まる。
精神医学上の概念としては、精神病理に対し深い識見を備えていたウィーン大学教授リヒャルト・フォン・クラフト＝エビングが、1886年の著書「性的精神病理」において最初に提唱したとされる。同書では、児童性的虐待者の司法精神医学的分析などがなされている。また、大人の男女からの少年への性的虐待にも触れられている。ジークムント・フロイトの1905年の著作「性理論に関する三つのエッセイ」では、純粋な小児性愛者は稀であり、その中では思春期前の少女が対象となることが多いと記されている。オーギュスト・フォーレルはクラフト＝エビングとは異なり、1908年に小児性愛者（"Pederosis"）は矯正可能ではないとの考察を記している。
また、異常心理学では、「性の異常心理」として「性対象異常」の下位範疇において児童・小児を性愛の対象とする性倒錯として位置付けられた。20世紀半ばまで、精神医学においても性倒錯として把握されたが、今日の精神医学においては、性嗜好障害とされる。
20世紀初頭には、pedophiliaの語は広く定着してゆき、多くの医学辞典（例えば1918年の「tedman's Medical Dictionary第5版」など）に掲載されるようになった。1952年には、「精神障害の診断と統計マニュアル第1版（DSM-I）」にもペドフィリアの概念が掲載された。DSM-IおよびDSM-IIでは、性的倒錯の一種であると分類され、診断基準は掲載されなかったが、1980年のDSM-IIIでは詳細の記述と診断のガイドラインも掲載され、1987年の改訂版DSM-III-Rでは診断基準が更新された。

### 現在の精神医学での概念
基本的には「児童に性的に惹かれること」は精神疾患として扱わない。つまり、一般的な「小児性愛」と精神疾患としての「小児性愛症」は区別されており、小児性愛は非病理化されている。
国連のWHOが定めている精神疾患に関する分類『疾病及び関連保健問題の国際統計分類』（ICD-11）では「パラフィリア症群」のひとつとして「小児性愛症」が分類されている。このパラフィリア症群は基本的に以下の内容で特徴づけられると説明されている。関連して「個人的な機能障害を伴わない社会的逸脱または葛藤だけのものは精神疾患に含めない」という方針がある。
小児性愛症と診断されるには、個人が該当する思考、空想、または衝動に基づいて行動したか、またはそれらによって著しく苦しんでいる必要がある。この診断は、思春期前または思春期後の子どもと年齢の近い場合は適用されない。
米国精神医学会 (APA) の診断・統計マニュアル第5版（DSM-5）では小児性愛障害 (Pedophilic Disorder) に関して以下の記述がある。DSM-IV-TR以前では小児性愛 (pedophilia) の診断名が使われていた。
- 規準A ： 少なくとも6ヶ月間にわたり、思春期前の子どもまたは複数の子ども(通常13歳以下)との性行為に関する強烈な性的に興奮する空想、性的衝動、または行動が反復する。
- 規準B ： これらの性的衝動を実行に移したことがある、またはその性的衝動や空想のために著しい苦痛、または対人関係上の困難を引き起こしている。
- 規準C ： その人は少なくとも16歳で、基準Aに該当する子どもより少なくとも5歳は年長である。
  - 注記 ： 青年期後期の人が12-13歳の子どもと性的関係をもっている場合は含めないこと。

子どもとの性行為に関する侵入思考が小児性愛症と誤診される場合もある。

## 割合
二次性徴前（もしくは操作的に特定年齢未満）の児童に対しても性的興味も持つペドフィリア的性的関心、二次性徴前の児童に対して優先的もしくは排他的な性的関心を持つペドフィリア的性的嗜好、ペドフィリア的性的嗜好の中で社会不適合になっているペドフィリアの人々の割合に関しての研究や調査報告がある。
- 日本では唯一NHKによる調査が存在する。『日本人の性行動・性意識』[18]では13歳未満の相手とのセックスについて、「してみたい」、「どちらかといえばしてみたい」、「どちらかといえばしたくない」、「したくない」、「実際にしたことがある」、「無回答」の選択肢でアンケートを行った。「してみたい」と積極的肯定回答した男性は、10代（16 - 19歳）6%、20代5%、30代4%、40代1%、50代8%、60代0%であった。他方、女性においては、積極的肯定回答はすべての層でほぼゼロに近く、消極的肯定回答も10代に2%が見られるのみである。これらについて、10代-40代では「どちらかといえばしてみたい」の消極的肯定も、積極的肯定とほぼ同数かそれ以上あった。「無回答」は30代以下では1割以下だが、年齢と共に大きく増加し、60代では半数に迫った。「無回答」の比率は、各年代とも男女間に大きな差は見られない。
- アメリカ合衆国におけるキンゼイ報告（1975年）での調査及び、他の研究[19]が示す数字では、成人男性の少なくとも25%が小児に対し性的魅力を感じていると述べている。
- ドイツの匿名パネルデータのオンライン調査[20]によると、4.1%の男性が二次性徴前の児童との性行為を夢想し、0.1%がペドフィリア的性的嗜好を持っており、さらに社会不適合になる性嗜好障害のペドフィリアは0.06%であった。
- カルフォルニア大学ロサンゼルス校心理学部ポール＝オーカミによれば性欲の第一の対象が思春期前の子どもだというアメリカ人の割合は1%前後だという。ただし「小児性愛者」の意味は法令や心理学者の判断、記者の偏見によって左右されるため、人口に占める小児性愛者の割合は1%・5%・21%・50%、いずれも正しいという。
- ペドフィリア（小児性愛）が異常あるいは精神障害（Mental Disorder）かどうかについては、議論の余地がある。かつてAPAの精神障害診断基準 DSMから同性愛を外すことに尽力したリチャード・グリーン（Richard Green）等は、小児性愛感情を持つ一般人は、20-25%存在し、小児性愛的刺激物への反応率は27.7%と、広範に存在することから、ペドフィリアをDSMより取り除くことを主張している[21]。

性的に成熟する平均年齢をめぐっては男女共に低下傾向にあり、1880年の約18歳から、1977から2013年の間に10年ごとに3カ月ずつ早まり、1980年には12.5歳、2000年から2005年には11.9歳にまで低下している。性交渉を初めて経験する年齢と38個の遺伝子変異との間には関連性があり、遺伝子的な要因により「人が性交を始める年齢差の約25%を説明できる」。総合的臨床見地によって診断が行われるのは前述の通りであるが、16 - 17歳の者への性的愛好が小児性愛とされるのはむしろまれである。

## 原因
ペドフィリアはそうなりたくてなるものではなく、貧富・教育・宗教・性別問わず、世界中に存在している。その原因はわかっておらず、先天的なものか後天的なものかに関しても結論は出ていない。
ペドフィリアは児童ポルノとの関係がよく議論されており、その因果関係に関してはさまざまな主張がある。
小児性愛症と診断された人は、生まれながらにして子どもへの性嗜好を最初から有していたわけではなく、多くの場合、児童ポルノを通して「子どもは性的な存在である」という認識を強化し、認知を歪めていくとする考察もある。性犯罪に関する加害者臨床を専門とする斉藤章佳によれば、児童を対象としたポルノを見る行為を繰り返し重ねると、「小児＝性的対象」だと無意識に刷り込まれて、行動化へのハードルが格段に低くなるという。そのため「児童ポルノがあるから現実の子どもに被害がいかない」「現実とファンタジーの区別はついている」という認識は誤りであると語っている。ペドフィリア当事者のヒアリングでは、95%が「児童ポルノが加害行為のトリガーになる」と答えた。小児性愛者は正常な人と比べて精神病質と認知の歪みを高く示すことが報告されている。小児性愛者ではない児童性虐待者は精神病質の傾向があるが、小児性愛者はその傾向はなかったという研究もある。
一方で、ハワイ大学のミルトン・ダイアモンドは「児童ポルノの合法化は子どもへの性的虐待の発生率の低下と関連がある」と示した。そのため、準児童ポルノの提供を提案している。
児童ポルノの利用が必ずしも現実の未成年者への性的な行動に直結するとも限らず、研究でも明確な結論は出ていないため、軽率な一般化をしないように注意喚起もされている。
小児性愛に関する情報を提供する支援プロジェクト「PedoHelp」や、小児性愛者のためのサポートグループ「Virtuous Pedophile」では、児童を性的に扱った写真や動画から離れるように助言されている。
性障害専門医療センターSOMECの福井裕輝は、子どもにしか興味がない「純粋型」と、大人に興味はあるがなにかしらの理由で性的欲求が子どもに向かう「非純粋型」の2種類のうち、純粋型については、遺伝性が高い3つくらいの遺伝子が関係しているのではないかと推測されているとし、親がそうでなくても、遺伝子による先天的な特徴であり、非純粋型については、ストレスや、成人女性に相手にされないといった環境的要因が大きいと語る。
Fiona DyshnikuやRachel L Fazioらによる、小児性愛者の遺伝的、身体的な特徴に関する研究も行われている。
小児性愛者は内気やうつ病である傾向が高いと報告されている。司法心理学コンサルタントのデレク・パーキンス教授は、「小児性愛は精神障害と認定されている。本人の意志で選ぶものではない」「小児性愛を行動に移さずにやっていける人も多い」としている。また、カナダの臨床心理学者であるジェームズ・カンター博士は、脳内の「混線」が原因だとし、妊娠初期の段階で胎児の脳がどのように形成されるかが鍵だと主張している。
小児性愛者の多くは子どものときに性的虐待を受けた経験があるという主張も流布されているが、研究ではそれは否定されている。

## 小児性犯罪者との違い
ペドフィリア（小児性愛）という用語は子どもへの性犯罪を行う者に対して一般的によく使われる。しかし、子どもに対し優先的もしくは排他的な性的関心を抱く人間を小児性愛者 (ペドファイル、pedophile) といい、子どもに対して性的な虐待を行う犯罪者を小児性犯罪者（チャイルド・マレスター）とは区別される。
ペドフィリアは小児性犯罪者を説明する重要な要因として科学的にも広く認知されている。一般的にチャイルド・マレスターのうち25 - 50%の範囲の者がペドフィリアであると推定されている。2006年の調査によれば、チャイルド・マレスターのサンプルのうち35%がペドフィリアであった。人口に占めるペドファイルの比率は1%未満と考えられており、極めて高い児童性虐待の相対リスクとなる。小児性愛犯罪を犯したペドファイルが一部の犯罪において一般と比べて大幅に高い再犯率を示すため、ペドファイルの危険性は変わらないが、性的嗜好だけが原因とは限らない。また、ペドフィリア的性的嗜好のない者が児童性的虐待を行うことも多くある。例えば、ストレス、夫婦問題、成人パートナーと接触不能、反社会的傾向、強い性欲、アルコールなどが原因になることもある。児童性虐待研究者でアメリカアルフレッド大学コミュニケーション学助教授のパメラ・D・シュルツは『9人の児童性虐待者』の中で、実害を及ぼしている者（チャイルド・マレスター）の7割はペドフィリアの傾向がないという調査結果を記載している。
研究の限界を指摘する意見もある。ペドフィリアに関する研究のほとんどが子どもに対する犯罪で有罪判決を受けた男性を対象としており、本来のペドフィリアにおいて問題視される性的虐待とは、必ずしも身体的虐待をともなうものだけでなく、子どもに性的欲求を押し付ける行為自体も含められ、児童の性的虐待自体がそもそもほとんど報告されないこと、さらに子どもに危害を加えていない小児性愛者の存在がほぼ可視化されていないこと、これらの理由でペドフィリアの既存研究には大きなデータの欠落があると問題視されている。ただし、全人口に占めるペドファイルの割合の調査はあり、ペドフィリアだけが逮捕・有罪になりやすい理由はないため、これらの批判はペドフィリアの危険性を疑わせるものではない。

## 治療と支援
ペドフィリアは、激しい怒り・恐怖・拒絶の対象になりやすく、世間では悪や罪とみなされやすい。精神障害の中でも最も社会的スティグマを背負っているもののひとつとされる。1998年、3人の心理学者がアメリカ心理学協会（APA）の学術雑誌『Psychological Bulletin』に、「大人との未成年者の性行為は必ずしも害にはならない。強要・強制される行為とそうでないものとを分けて考える必要がある」という内容の論文を発表し、これに対して連邦議会の両院がその論文を強く非難する決議案を可決、ミシガン大学教授のブライアン・キムバトラーはこの連邦議会の対応について苦言を呈した。
小児性愛に関する情報を提供する支援プロジェクト「PedoHelp」では、小児性愛者は怪物や虐待者ではなく支援を必要とする人であると説明している。
児童へ性的な接触はしないと主張するペドフィリアの人たちは苦悩と不安を抱え、自己嫌悪や自殺を考えるケースもある。小児性愛者の約46％が自身の性的関心が原因で自殺を考えたことがあるとの調査結果もある。
そのためできるだけ早い時期に医療の助けが必要とされ、専門のセラピストを紹介する慈善団体もあるが、支援制度は不十分で、ペドフィリア当事者もなかなか専門家に相談しようとしないことがある。また、自分の意思で行動を抑えられず、逮捕されないかぎりずっと性犯罪行為を続ける傾向が強い。その理由として、児童への性的接触を悪いことであると認識せず、「純粋な愛情だ」「性教育のため」「相手も望んでいた」などと正当化することも挙げられる。さらに事件が報じられた際、「（被害者である）児童が悪い」と非難する声もインターネット上でたびたびあがるように、児童側の「非行」として片づけようとする人もいる。これらの思考の背後には、反社会性パーソナリティ障害または自己愛性パーソナリティ障害が一部ある可能性も指摘されている。
ペドフィリアの治療は薬物療法もあるものの、基本は「行動変容」と「認知のゆがみ」の観点から認知行動療法のアプローチをとり、とにかく問題行動を止めることが優先される。アメリカのメーガン法では、GPS着用による位置把握や、法定雇用主への情報開示、ネットでの個人情報の公開などを小児性犯罪者に対して実施しているが、これによって孤立し、再犯が起きる可能性もあり、継続的な治療教育を組み合わせないと意味がないと指摘する専門家の声もある。

## 宗教

### ユダヤ教
ユダヤ教のタルムードによると、少女は3歳と1日を経れば結婚をすることができた。ミシュナーの『ニッダー』44bと『サンヘドリン』55bによると、父親が許可した場合は、3歳と1日の少女は相手と性交することによって婚約が遂行される。また、『アヴォダー・ザラー』によると、星辰崇拝者の少女は3歳と1日で性行為をすることができるという。3歳以下の少女の処女膜は何度破られても再生すると考えられていたため、3歳以下の少女と性行為をした成人男性は、木片で自ら処女膜を傷つけた女性と同じ200ヅヅの結婚契約額に値すると『ケトゥボット』は記述している。
ミシュナーでは「乳首が縮む」という言葉を「乳房が出る」という意味で用いており、12歳半と1日以後の少女は「乳首が縮む」時期と考えられ、そのような少女はボゲレトと呼ばれた。12歳と1日から12歳半と1日までの少女は陰毛が2本生えるとされ、そのような少女はナアラーと呼ばれる。12歳半と1日以下の少女はクタンナーという。結婚相手としての女性はこの3つの年齢帯に区分され、それぞれの区分に応じて結婚の際に結ぶ契約の内容が変化した。

### ヒンドゥー教
ヒンドゥー教でも、10歳前後の少女との結婚・セックスは広く認められていた。現代でも農村部では、10歳前後の少女との結婚・セックスが見られる。

## 関連書籍
- Faller, Kathleen Coulborn : Child Sexual Abuse, (Columbia University Press) ISBN 0231064713
- Groth, A. Nicholas, Birnbaum, H. Jean : Men Who Rape: The Psychology of the Offender, (Perseus Publishing, October 2001) ISBN 0738206245